# کوه‌های یاندانگ
کوه‌های یاندانگ یا یاندانگشان (چینی ساده: 雁荡山; چینی سنتی: 雁蕩山; پین‌یین: Yàndàng Shān; به معنای «کوه (های) برکهٔ غاز وحشی») در طیف گسترده، به رشته‌کوه ساحلی واقع‌شده در جنوب‌شرق استان ژجیانگ در شرق چین اشاره دارد. این رشته‌کوه بیشتر مساحت شهر در سطح ولایتِ ونژو (از شهرستان پینگیانگ در جنوب تا یوئه‌چینگ در شمال‌شرق) را پوشش می‌دهد و گسترهٔ آن تا شهر در سطح شهرستان ونلینگ در تایجو می‌رسد. این رشته‌کوه توسط رود اوجیانگ به دو بخش شمالی و جنوبی تقسیم می‌شود.
قلهٔ اصلی یاندانگ شمالی، بایگانگجیان (چینی ساده: 百岗尖; پین‌یین: Bǎigǎng Jiān) ۱٬۱۵۰ متر (۳٬۷۷۰ فوت) بالای سطح دریا ارتفاع دارد.

## محیط زیست
کوه‌های یاندانگ از طریق فعالیت‌های آتشفشانی در دورهٔ کرتاسه ح. ۱۰۰-۱۲۰ میلیون سال پیش به وجود آمدند. سنگ‌های آذرین مشابه در جنوب‌شرق چین فراوانند و رشته‌ای از مجموعه‌های آتشفشانی - نفوذی به طول ۴۰۰ کیلومتر (۲۵۰ مایل) و به بلندی ۲٬۰۰۰ کیلومتر (۱٬۲۰۰ مایل) تشکیل می‌دهد.